# Rungia
Rungia là chi thực vật có hoa trong họ Acanthaceae.

## Các loài
- Rungia axilliflora H.S. Lo
- Rungia bisaccata D. Fang & H.S. Lo
- Rungia buettneri Lindau
- Rungia chinensis Benth.: Rung Trung Quốc.
- Rungia congoensis C.B.Clarke
- Rungia daklakensis D.V.Hai, Y.F.Deng & Joongku Lee: Nổ Đắc Lắc[2]
- Rungia densiflora H.S. Lo
- Rungia dimorpha S. Moore
- Rungia eriostachya Hua
- Rungia grandis T.Anderson
- Rungia guangxiensis H.S. Lo & D. Fang
- Rungia hirpex Benoist
- Rungia longipes D. Fang & H.S. Lo
- Rungia mina H.S. Lo
- Rungia monetaria (Benoist) B. Hansen
- Rungia napoensis D. Fang & H.S. Lo
- Rungia paxiana C.B.Clarke
- Rungia pectinata (L.) Nees: Rung hoa nhỏ
- Rungia pinpienensis H.S. Lo
- Rungia pungens D. Fang & H.S. Lo
- Rungia repens (L.) Nees
- Rungia stolonifera C.B. Clarke
- Rungia taiwanensis T. Yamaz.
- Rungia yunnanensis H.S. Lo

## Hình ảnh

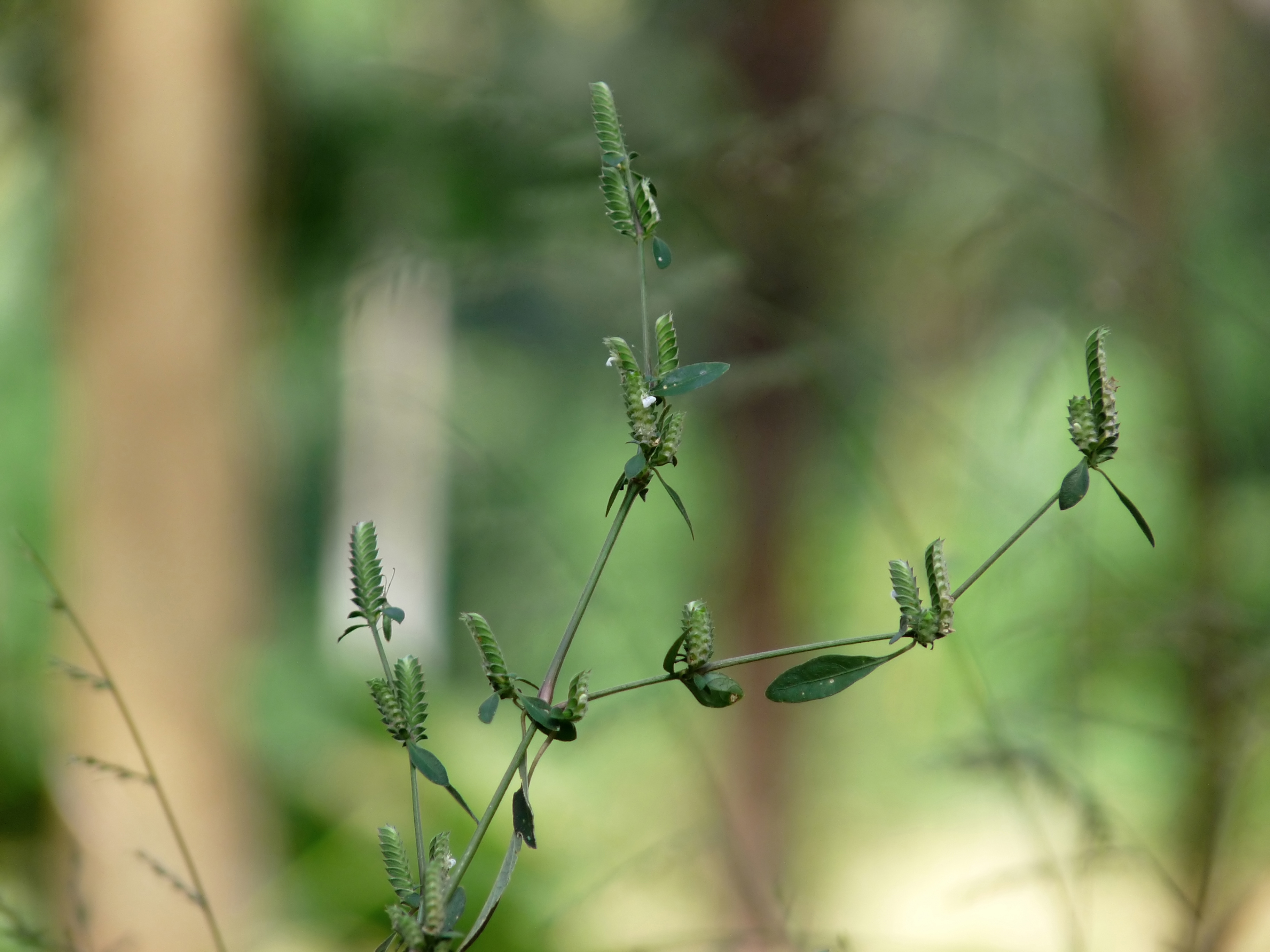